# Rosa microdenia
Rosa microdenia är en rosväxtart som beskrevs av N.V. Mironova. Rosa microdenia ingår i släktet rosor, och familjen rosväxter. Inga underarter finns listade i Catalogue of Life.